# Szypulicze (przystanek kolejowy)
Szypulicze (biał. Шыпулічы, ros. Шипуличи) – przystanek kolejowy w miejscowości Szypulicze, w rejonie mołodeczańskim, w obwodzie mińskim, na Białorusi.